# Estación de Ricla-La Almunia
Estación de Ricla-La Almunia vasútállomás Spanyolországban, Ricla településen a Madrid–Barcelona-vasútvonalon.

## Kapcsolódó állomások
A vasútállomáshoz az alábbi állomások vannak a legközelebb:
- Estación de Morata de Jalón
- Estación de Calatorao